# Xylergates capixaba
Xylergates capixaba är en skalbaggsart som beskrevs av Giorgi och Corbett 2005. Xylergates capixaba ingår i släktet Xylergates och familjen långhorningar. Inga underarter finns listade i Catalogue of Life.